# Menkar
Menkar, eller Alfa Ceti  (α Ceti, förkorta Alfa Cet, α Cet), som är stjärnans Bayer-beteckning, är en ensam stjärna i nordöstra delen av stjärnbilden Valfisken. Den har en genomsnittlig skenbar magnitud av 2,53, är den näst ljusaste stjärnan stjärnbilden och är synlig för blotta ögat. Baserat på parallaxmätningar i Hipparcos-uppdraget på 13,1 mas beräknas den befinna sig på ca 249 ljusårs (76 parsek) avstånd från solen.

## Nomenklatur
Alfa Ceti har de traditionella namnen Menkar eller Menkab, det tidigare härlett från det arabiska ordet منخر manħar "nostril" (av Cetus).
År 2016 organiserade Internationella astronomiska unionen en arbetsgrupp för stjärnnamn (WGSN) med uppgift att katalogisera och standardisera egennamn för stjärnor. WGSN fastställde namnet Menkar för Alfa Ceti och namnet ingår nu i IAU:s Catalog of Star Names.

## Egenskaper
Alfa Ceti är en röd jättestjärna av spektralklass M1.5 IIIa. Den har förbrukat vätet och heliumet i dess kärna, förflyttats till den asymptotiska jättegrenen och kommer sannolikt att bli en mycket instabil stjärna liknande Mira, innan de slutligen skjuter ut sina yttre skikt och bildar en planetarisk nebulosa med en relativt stor vit dvärg som reststjärna. Den har en massa som är ca 2,3 gånger solens massa, en radie som är ca 89 gånger större än solens och utsänder ca 1 450 gånger mera energi än solen från dess fotosfär vid en effektiv temperatur på ca 3 800 K.
Alfa Ceti är en långsam irreguljär variabel av LB-typ och varierar i ljusstyrka oregelbundet mellan skenbar magnitud +2,45 och 2,54 utan någon fastslagen periodicitet.